# Río Ulúa
El río Ulúa es un río en la parte oeste de Honduras. Tiene su nacimiento en el área montañosa de Intibucá cerca de la ciudad de La Paz, y recorre 358 km hacia el noroeste en la dirección del golfo de Honduras. Sus principales afluentes son los ríos Humuya,  Blanco, Otoro, y Jicatuyo.

## Geografía

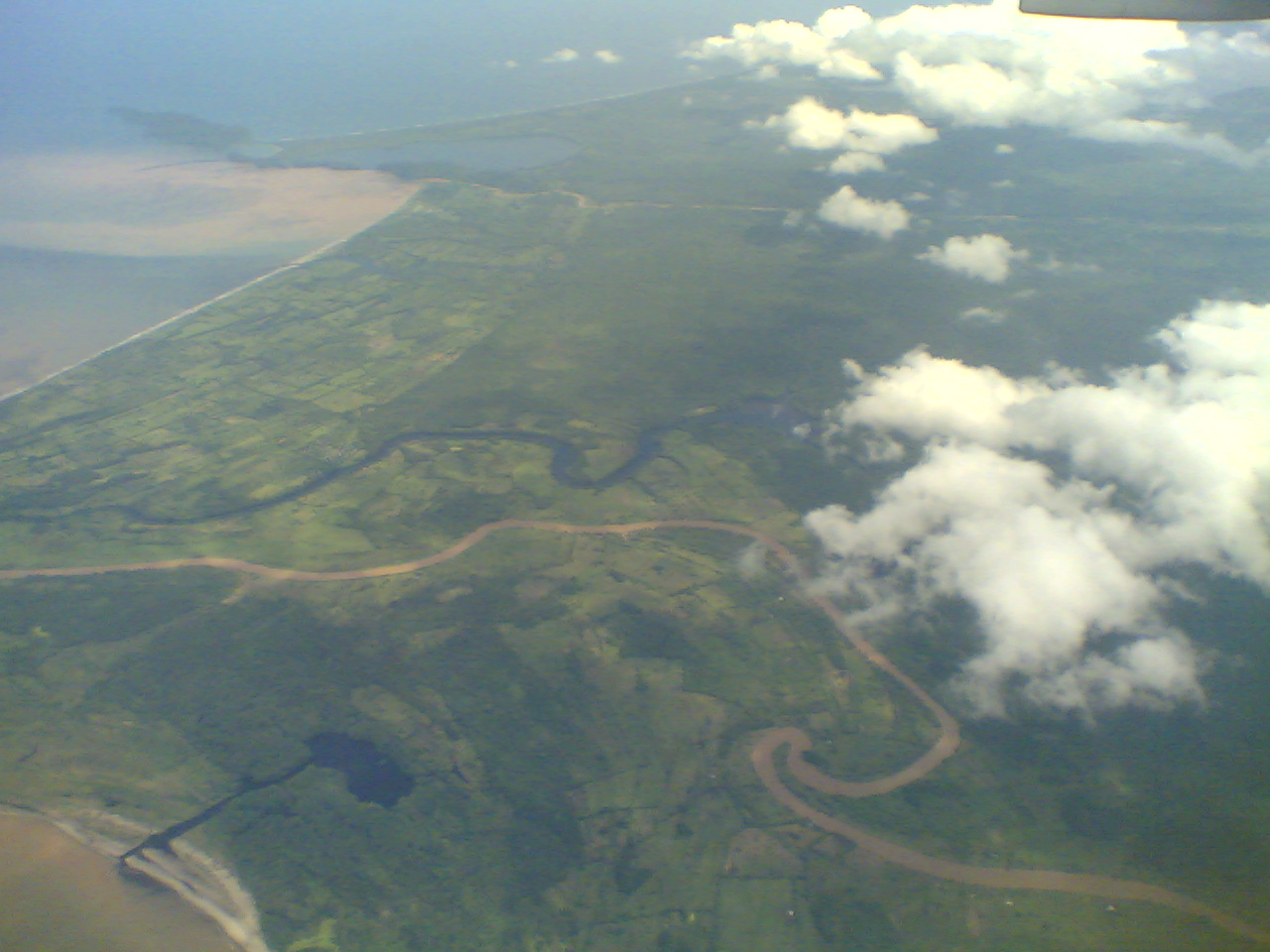
Vista aérea de la barra y la desembocadura del río Ulúa en el mar Caribe.

El río Ulúa es uno de los más grandes e importantes de Honduras, tiene su nacimiento en el departamento de Intibucá bajo el nombre de río Grande de Otoro que es conformado por la confluencia de los ríos Zarzagua (14°07′16″N 87°58′32″O / 14.121027, -87.975683) y Puringla (14°06′29″N 87°54′37″O / 14.107959, -87.91028). 
El Ulúa hace su recorrido de unos 400 km por los departamentos de Santa Bárbara, Cortés, Yoro y Atlántida donde es alimentado por los ríos Higuito, Mejocote, Lindo, Jicatuyo, Humuya o Comayagua y el Sulaco, además de muchos riachuelos. Por ser un río caudaloso el río Ulúa es también un río peligroso. Durante ciclones o lluvias torrenciales tiene una tendencia a crecer de forma desmedida, causando con ello daños a los poblados y ciudades por donde pasa.